# Речане (Призрен)
Речане (алб. Reçan) је насељено место у општини Призрен, на Косову и Метохији. Према попису становништва из 2011. у насељу је живео 951 становник.

## Положај
Село се налази у Метохији и део је Средачке жупе. Кроз место пролази магистрални пут Призрен – Средска.

## Становништво
Према попису из 2011. године, Речане има следећи етнички састав становништва:
| Националност        | 2011.        |
| Бошњаци             | 944 (99,26%) |
| Албанци             | 2 (0,21%)    |
| Турци               | 2 (0,21%)    |
| други и неизјашњени | 3 (0,32%)    |
| Укупно              | 951          |

| Демографија | Демографија | Демографија |
| Година      | Становника  | Становника  |
| ----------- | ----------- | ----------- |
| 1948.       | 511         |             |
| 1953.       | 509         |             |
| 1961.       | 572         |             |
| 1971.       | 725         |             |
| 1981.       | 820         |             |
| 1991.       | 890         |             |
| 2011.       | 951         |             |